# Солети
Солети са вид пшеничено изделие, което има форма на пръчици.
Сега солетите се произвеждат от пшенично брашно, брашно лимец, ръжено брашно, брашно спелта, овесено брашно, фибри, и други разнообразни добавки, като сусам, кашкавал, сирене, сол и много други. В наши дни има много фирми, които произвеждат солети.
Счита се, че първите солети във формата на преплетено сърце са се появили през Средновековието в Германия, Франция или Италия.